# Cirksena
Cirksena var den slægt, som fra midten af 1400-tallet frem til 1744 regerede det historiske landskab Østfrisland i den nuværende delstat Niedersachsen i Tyskland. 
Slægten stammede fra en østfrisisk høvdingefamilie fra Greetsiel ved kysten. I 1439 kom slægten til magten i den østfrisiske by Emden, som de styrede frem til 1595. Ulrich Cirksena (død 1466) blev af kejser Frederik 3. udnævnt til rigsgreve af Østfrisland. Edzard 1. (1462-1528) var den mest betydningsfulde af de østfrisiske grever betinget af, at under hans tid havde Østfrisland sin største udstrækning og af, at reformationen indledtes. 
I 1654 ophøjedes greverne til fyrster af Østfrisland. I maj 1744 døde den sidste fyrste af huset Cirksena, Carl Edzard, uden arvinger. Umiddelbart efter hans død erobredes Østfrisland af Preussens konge Frederik den Store. 
Åren 1581-1698 var familien Cirksena tillige herskere over grevskabet Rietberg i Westfalen. 

## Grever og fyrster af Østfrisland
|  | Navn (levnadsdata)                                      | Regeringstid | Titel                           | Anmærkninger |
|  | ------------------------------------------------------- | ------------ | ------------------------------- | --- |
|  | Ulrich 1. (omkring 1408 - 25. eller 26. september 1466) | 1464–1466    | Greve                           | I 1464 blev Ulrich ophøjet til rigsgreve. Hans hovedresidens blev flyttet fra Greetsiel til Emden, mens Aurich blev sommerresidens. . |
|  | Theda (1432 - 16. november 1494)                        | 1466–1491    | Regent i grevskabet Østfrisland | Theda var enke efter Ulrich 1. og regent i de år, hendes sønner endnu var umyndige. . |
|  | Edzard 1. (den store) (1461 - 14. februar 1528)         | 1491–1528    | Greve                           | Edzard den store var Ulrichs anden søn. Under hans tid havde Østfrisland sin største udstrækning, og reformationen indledtes. Den østfrisiske landsret blev indført. . |
|  | Enno 2. (1505 - 24. september 1540)                     | 1528–1540    | Greve                           | Edzard anden søn fortsatte reformationen, mens hans yngre broder Johann 1. forblev katolik men deltog i regeringen.. |
|  | Anna (14. november 1501 - 24. september 1575)           | 1540–1561    | Regent i grevskabet Østfrisland | Ennos enke regerede som formynder for sine børn. . |
|  | Johann 2. (29. september 1538 - 29. september 1591)     | 1561–1591    | Greve                           | Ennos yngste søn regerede fra 1561 til 1591 sammen med sin broder Edzard II. |
|  | Edzard 2. (24. juni 1532 - 1. marts 1599)               | 1561–1599    | Greve                           | Ennos ældste søn regerede fra 1558 sammen med sin mor, fra 1561 til 1591 sammen med sin broder Johann 2., fra 1591 til 1599 alene. På grund af stridigheder med sin broder Johan 2. og byen Emden flyttede Edzard 2. sin residens fra Emden til Aurich. Edzard 2. giftede sig i Stockholm i oktober 1559 med Gustav Vasas datter Katarina. Gennem giftemålet ville det svenske kongehuset sikre sig indflydelse over Nordsøkysten. Edzards mor forsøgte at begrænse den svenske indflydelse blandt andet ved at sikre, at Edzard ikke fik lov at regere Østfrisland på egen hånd. . |
|  | Enno 3. (30. september 1563 - 19. august 1625)          | 1599–1625    | Greve                           | Under hans regeringstid sluttedes to aftaler mellem grevehuset og de østfrisiske stænder: Emder Konkordaten (1599) og Osterhusischer Akkord (1611). |
|  | Rudolf Christian (*2. juni 1602 - 17. april 1628)       | 1625–1628    | Greve                           | Ennos anden søn døde ved en ulykke i en alder af 26 år. Under Rudolf Christians regeringstid blev Østfrisland hjemsøgt af udenlandske tropper, som havde deltaget i 30-årskrigen. |
|  | Ulrich 2. (6. juli 1605 - 1. november 1648)             | 1628–1648    | Greve                           | Ennos tredje søn. 30-årskrigen indebar en stor nød i Østfrisland, som blev hjemsøgt af Mansfelds tropper. Eneste undtagelse var Emden som netop havde fået en ny voldgrav som beskyttelse. Moseområderne begyndte at blive koloniseret (fehn) på denne tid, blandt andet Westgrossefehn. |
|  | Juliane (14. april 1606 - 15. januar 1659)              | 1648–1651    | Regent i grevskabet Østfrisland | Juliane var enke efter Ulrich 2. og var regent under de år, hendes børn var umyndige. . |
|  | Enno Ludwig (29. oktober 1632 - 4. april 1660)          | 1651–1660    | Greve, fra 1654 rigsfyrste      | Ældste søn af Ulrich 2. . |
|  | Georg Christian (6. februar 1634 - 6. juni 1665)        | 1660–1665    | Fyrste                          | Ulrich 2.s anden søn.. |
|  | Christine Charlotte (21. oktober 1645 - 16. maj 1699)   | 1665–1690    | Regent                          | Christine Charlotte von Württemberg regerede efter sin mands død i 25 år.. |
|  | Christian Eberhard (1. oktober 1665 - 30. juni 1708)    | 1690–1708    | Fyrste                          | Christian Eberhard blev fyrste, da han blev født i 1665, men frem til 1690 var hans mor formynder. Han fik tillnamnet den fredelige på grund af sit gode forhold til de østfrisiske stænder.. |
|  | Georg Albrecht (13. juni 1690 - 12. juni 1734)          | 1708–1734    | Fyrste                          | Anden søn af Christian Eberhard. Han regerede under en svær tid, da store dele af Østfrisland blev ramt af den alvorlige julestormflod i 1717. Desuden prægedes hans tid af konflikter med stænderne.. |
|  | Carl Edzard (18. juni 1716 - 25. maj 1744)              | 1734–1744    | Fyrste                          | Østfrislands sidste fyrste af huset Cirksena. Efter flere års konflikter mellem fyrstehuset og de østfrisiske stænder var fyrstehusets anseelse alvorligt skadet. Byen Emden med flere nægtede at støtte fyrsten, og efter hans død tilfaldt Østfrisland kong Frederik den Store af Preussen. |

## Våbenskjolde
Familien Cirksenas våben udgjordes af en kronet gylden jomfruørn (harpy) på sort baggrund. Detta våben genfindes også i Østfrislands grevelige våben fra 1625, hvilket endnu anvendes. Selv i byen Emdens våben findes Cirksenas jomfruørn. Familien Cirksena residerede i Emden frem til 1595. Også den nederlandske by Delfzijl har Cirksenas våben i sit byvåben, hvilket beror på, at greve Edzard 1. af Østfrisland tillige var hersker over provinsen Groningen. Cirksenavåbnet genfindes tillige i distriktet Aurichs våben og i Krummhörns kommunevåben. Cirksenas våben genfindes i grevskabet Rietbergs våben, og gennem forbindelsen mellem Østfrisland og Rietberg genfindes Cirksenaørnen også i fyrstendømmet Liechtensteins våben. 
- Slægten Cirksenas våben
- Østfrislands våben
- Staden Emdens våben
- Byen Delfzijls våben
- Landkreis Aurichs våben
- Familien Kaunitz-Rietbergs våben
- Kommunen Krummhörns våben